# Merk

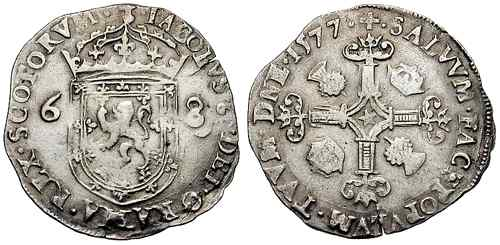
Merk de 1577 con un contenido de plata de 6.57 g (peso teórico 103.8 Granos, equivalente a 6.73 g). Grueber 135

Un merk era una antigua moneda de plata escocesa en circulación durante el periodo que va desde el final del siglo XVI hasta el siglo XVIII.

## Historia
Originalmente, la palabra mark designaba una medida de plata, siendo un cognado del marco alemán. Los merk fueron acuñados desde 1577, representando dicha cantidad de plata. Originalmente valían 13 chelines y 4 peniques (dos tercios de una libra escocesa, aproximadamente un chelín inglés dado que el sistema escocés se había ido depreciando frente a la libra esterlina en los siglos precedentes).
Se acuñaron monedas de merk, de cuatro merks (56 chelines o 2 libras y 16 chelines) y de medio merk (también llamado noble), cuarto de merk y octavo de merk. La primera acuñación pesaba 103.8 granos, equivalente a 6.73 g) y estaba compuesta en un 50% de plata y un 50% de aleación, dando 0.108125 onzas de plata.
Durante la Mancomunidad de Inglaterra (1649-1660) cesó la acuñación de moneda en Escocia, retomándose con Carlos II en 1664 que basó sus monedas en múltiplos del merk. Bajo Jacobo VII (1685-1688) se produjo una depreciación de la moneda a 14 chelines.
Como el resto de monedas escocesas, fue abandonado cuando el Acta de Unión de 1707 supuso la unión monetaria entre Escocia e Inglaterra. Pese al fin de su circulación legal en 1707, siguió usándose como unidad popular de valoración durante el siglo XVIII. En Escocia dio origen al término "Markland" o "Merkland", que hacía referencia a la cantidad de tierra en documentos legales, según valoraciones estándar de la tierra.

## Galería

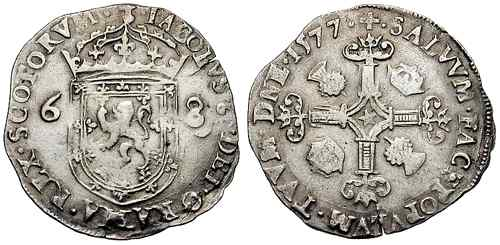
Noble o medio merk
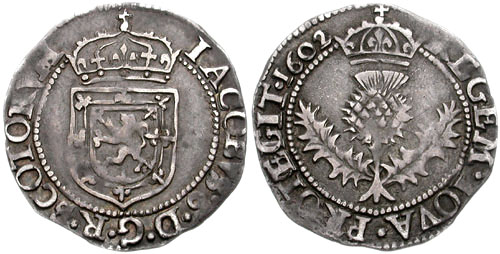
Merk con motivos de cardo
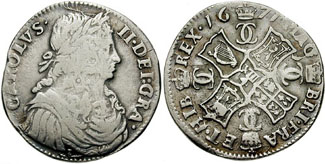
Merk de 1671